# TUBG1
TUBG1‏ (Tubulin gamma 1) هوَ بروتين يُشَفر بواسطة جين TUBG1 في الإنسان.